# Riley Sheehan
Pour les articles homonymes, voir Sheehan.
Riley Sheehan, né le 16 juin 2000 à Boulder, est un coureur cycliste américain.

## Biographie
Riley Sheehan est en 2023 membre de l'équipe des Denver Disruptors et stagiaire au sein de la formation Israel-Premier Tech. Le 8 octobre 2023, il remporte Paris-Tours, à la surprise générale. En novembre, Israel-Premier Tech annonce que le coureur a signé un contrat s'étalant de 2024 à la fin d'année 2026.

## Palmarès et résultats

### Palmarès par année
- 2017
  - Tour de l'Abitibi
  - 2e du championnat des États-Unis du critérium juniors
  - 3e du championnat des États-Unis du contre-la-montre juniors
- 2018
  -  Champion des États-Unis du contre-la-montre juniors
  -  Champion des États-Unis du critérium juniors[3]
  - Champion du Colorado du contre-la-montre juniors
  - Tour de l'Abitibi : 
    - Classement général
    - 4e étape
- 2023
  - Champion du Colorado du contre-la-montre
  - Joe Martin Stage Race : 
    - Classement général
    - 2e, 3e (contre-la-montre) et 4e étapes

  - Paris-Tours
- 2024
  - 3e d'Eschborn-Francfort

### Résultats sur les grands tours

#### Tour d'Espagne
1 participation
- 2024 : 123e

### Classements mondiaux
| Année                                 | 2019  | 2020 | 2021 | 2022  | 2023 | 2024 |
| ------------------------------------- | ----- | ---- | ---- | ----- | ---- | ---- |
| Classement mondial                    | 3077e | nc   | nc   | 2885e | 251e | 204e |
| UCI America Tour                      | 514e  | nc   | nc   | 504e  | 24e  | 22e  |
|                                       |       |      |      |       |      |      |
| Légende : nc = non classéSource : UCI |       |      |      |       |      |      |